# Rodoguna da Pártia
Rodoguna (em grego:  Ῥοδογούνη; século II a.C.) foi uma rainha do Império Selêucida por meio do casamento com Demétrio II Nicátor. Ela era filha do rei parta Mitrídates I (r. 171–132 a.C.), e irmã de Fraates II (r. 132–127 a.C.).

## Vida
Em 138 a.C., Rodoguna casou-se com o rei selêucida Demétrio II Nicátor (governou 146-139 a.C., 129-126 a.C.). Eles foram mantidos por seu irmão na Hircânia nas margens do Mar Cáspio, durante o qual tiveram vários filhos.[carece de fontes?] Durante o casamento, Demétrio foi temporariamente refém na corte parta após uma campanha malfadada na Babilônia.
Polieno escreveu que Rodoguna, informada de uma revolta enquanto se preparava para um banho, jurou não tomar banho ou escovar o cabelo até que a revolta fosse anulada. Ela imediatamente foi para a batalha, cavalgando até a cabeça de seu exército. Ela derrotou os rebeldes e foi retratada depois em selos dos reis da Pérsia com cabelos longos e desgrenhados por causa de sua adesão ao seu voto. Este incidente também é mencionado no Tractatus de mulieribus, escrito anonimamente, que aprofunda mais sobre a história, descrevendo-a como sendo retratada com uma estátua de ouro mostrando seu cabelo meio trançado, meio sem trança.
Ela foi presumivelmente abandonada em 129 a.C. quando Demétrio, após inúmeras tentativas fracassadas de escapar da Pártia, foi despachado de volta para Antioquia durante a invasão da Pártia pelo irmão de Demétrio, Antíoco VII Sideta.